# Mulchén
Mulchén (en mapudungun eau calcaire) est une ville et une commune du Chili de la Province de Biobío, elle-même située dans la Région du Biobío. En 2012, la population de la commune s'élevait à 28 747 habitants. La superficie de la commune est de 1 952 km2 (densité de 15 hab./km2),.

## Historique
La première implantation est créée en 1861 dans le cadre de la campagne d'occupation des territoires mapuches. En 1875 la principale agglomération acquiert le statut de ville. Mulchén était un chef-lieu de département jusqu'à la réforme administrative de 1974 créant les régions. La perte de son statut entraine le départ de certains services administratifs associés et une diminution de la population.

## Situation
Le territoire de la dans la vallée centrale du Chili. La principale agglomération est implantée sur la rive nord du Rio Bureo. La commune se trouve à 496 kilomètres à vol d'oiseau au sud-sud-ouest de la capitale Santiago et à 30 kilomètres au sud-sud-est de Los Ángeles capitale de la Province de Biobío.

## Économie
La principale activité économique est l'exploitation des forêts suivie de l'agriculture.

Position de Mulchén(en rouge) au sein de la Région du Biobío.